# Смертельні казки
Смертельні казки (англ. Deadtime Stories) — американський фільм жахів 1986 року.

## Сюжет
Фільм складається з трьох історій.
«Долина тіні»
Енджел знаходить кошти для спорядження експедиції в джунглі, де три роки тому пропав її чоловік-ботанік. Після прибуття на місце мандрівники піддаються нападу лютих тубільців.
«Мокрий»
Джек викопує на березі шкатулку, в якій лежить висохла рука. Спробувавши продати шкатулку в антикварному магазинчику, він дізнається, що в подібних коробках раніше ховали русалок.
«Виклик додому»
Літній сільський лікар Марстен приїжджає вночі в будинок жінки, чий син важко хворий. Однак недуга виявляється незвичайною, пацієнт запевняє доктора в тому, що він вампір.

## У ролях
| Актор                 | Роль               |
| --------------------- | ------------------ |
| Том Грегг             | абориген           |
| Пол Кейсерлінг        | Пол                |
| Емі Марсаліс          | Енджел             |
| Антон Паган           | Мігель             |
| Марті Шифф            | Девід              |
| Мелісса Лео           | Джудіт «Мама» Баер |
| Роберт Гордон Спенсер | Алан               |
| Метт Волш             | Монте              |
| Нік Манкузо           | Сван               |
| Джефф Монаган         | Джек               |
| Крістін Слейсмен      | Ші                 |
| Джейсон Хонен         | Джиммі             |
| Маріанн Нейджел       | місіс Норман       |
| Бінго О'Меллі         | доктор Марстен     |
| Джордж Ромеро         | ведучий            |